# Brīvā Zeme
Brīvā Zeme (с латыш. — «Свободная земля») — латвийская ежедневная газета на латышском языке, выходившая в 1919—1940 гг. В советский период определялась как орган крупной сельской буржуазии.
Была учреждена партией Латышский крестьянский союз, первый номер вышел 1 августа 1919 года. С самого начала, ещё в ходе вооружённой борьбы за независимость Латвии, выступала в поддержку будущего независимого государства. После государственного переворота 1934 года, который газета поддержала, политические партии были запрещены, и её издателем стало акционерное общество.
С 1921 г. раз в две недели выходило приложение Zemes Spēks (с латыш. — «Сила земли»), посвящённое вопросам сельского хозяйства, с 1926 г. — еженедельное «Иллюстрированное приложение» (латыш. Ilustrētais pielikums).
После советской оккупации Латвии выпуск газеты был прекращён 9 августа 1940 года. На её основе было создано новое советское ежедневное издание Brīvais Zemnieks (с латыш. — «Свободный крестьянин»).

## Главные редакторы
- Янис Варсбергс (1919—1920)
- Эдмундс Фрейвалдс (1920—1922)
- Аугустс Калныньш (1922—1929)
- Юлийс Друва (1929—1938)
- Хейнрихс Зариньш (1938—1940)